# DDR-Bestenermittlung im Frauenfußball 1985
Die 7. DDR-Bestenermittlung des DFV im Frauenfußball fand 1985 statt. Der Wettbewerb begann am 27. Mai 1985 mit der Vorrunde und endete am 6. Oktober 1985 mit dem vierten Titelgewinn der BSG Turbine Potsdam, die im Finale gegen die BSG Wismut Karl-Marx-Stadt gewann.

## Teilnehmende Mannschaften
An der DDR-Bestenermittlung im Frauenfußball nahmen die Sieger von 13 Bezirksmeisterschaften der DDR-Bezirke und der Ost-Berliner Meisterschaft teil. Da Titelverteidiger Motor Halle auch Bezirksmeister wurde, ging der Startplatz für den Bezirk Halle an den Vizemeister über. Durch die nicht Teilnahme einer Mannschaft aus dem Bezirk Cottbus, ging der freie Platz an eine zweite Vertretung aus dem Bezirk Karl-Marx-Stadt.
Für die Vorrunde qualifizierten sich neben dem Titelverteidiger, folgende vierzehn Bezirksvertreter und der Meister aus Ost-Berlin:
| - Bezirk Rostock BSG Post Rostock - Bezirk Schwerin BSG Aufbau Schwerin - Bezirk Neubrandenburg BSG NGMB Neubrandenburg - Bezirk Potsdam BSG Turbine Potsdam - Ost-Berlin BSG KWO Berlin | - Bezirk Frankfurt (Oder) BSG Halbleiterwerk Frankfurt/O. - Bezirk Magdeburg SG Handwerk Magdeburg - Bezirk Halle BSG Motor Halle (TV) BSG VEM Zörbig (Vizemeister) - Bezirk Leipzig BSG Chemie Leipzig - Bezirk Cottbus kein Teilnehmer (TV) – Titelverteidiger | - Bezirk Dresden BSG Aufbau Dresden-Ost - Bezirk Karl-Marx-Stadt BSG Wismut Karl-Marx-Stadt BSG Rotation Schlema (Vizemeister) - Bezirk Erfurt BSG Fortschritt Erfurt - Bezirk Gera BSG Modedruck Gera - Bezirk Suhl BSG Motor Breitungen |

## Modus
In der Vorrunde wurden vier Gruppen mit je vier Mannschaften nach möglichst territorialen Gesichtspunkten gebildet, die nach dem Modus „Jeder gegen Jeden“ mit Hin- und Rückspiel den Teilnehmer für das Halbfinale ausspielten. Wie in der Vorrunde wurde auch das Halbfinale mit Hin- und Rückspiel ausgetragen. Das Finale und das Spiel um Platz drei fanden auf neutralem Platz statt.

## Vorrunde
Die Vorrundenspiele wurden vom 27. Mai 1985 bis 11. August 1985 ausgetragen.

### Gruppe A
In der Gruppe A spielten die Bezirksvertreter aus Rostock, Schwerin, Neubrandenburg und Potsdam.
|                         |   |                     | Hinspiel | Rückspiel |
| ----------------------- | - | ------------------- | -------- | --------- |
| BSG Aufbau Schwerin     | – | BSG Turbine Potsdam | 0:7      | 00:13     |
| BSG Post Rostock        | – | BSG Aufbau Schwerin | 3:0      | 3:0       |
| BSG NGMB Neubrandenburg | – | BSG Aufbau Schwerin | 3:0      | 6:1       |
| BSG NGMB Neubrandenburg | – | BSG Turbine Potsdam | 0:8      | 00:11     |
| BSG NGMB Neubrandenburg | – | BSG Post Rostock    | 0:5      | 0:8       |
| BSG Turbine Potsdam     | – | BSG Post Rostock    | 5:1      | 1:0       |

Abschlusstabelle
| Pl. | Mannschaft              | Sp. | S | U | N | Tore    | Diff. | Punkte |
| --- | ----------------------- | --- | - | - | - | ------- | ----- | ------ |
| 1.  | BSG Turbine Potsdam     | 6   | 6 | 0 | 0 | 045:100 | +44   | 12:0   |
| 2.  | BSG Post Rostock        | 6   | 4 | 0 | 2 | 020:600 | +14   | 08:40  |
| 3.  | BSG NGMB Neubrandenburg | 6   | 2 | 0 | 4 | 009:330 | −24   | 04:80  |
| 4.  | BSG Aufbau Schwerin     | 6   | 0 | 0 | 6 | 001:350 | −34   | 0:12   |

### Gruppe B
In der Gruppe B spielten die Bezirksvertreter aus Ost-Berlin, Magdeburg, Halle und Leipzig.
|                       |   |                       | Hinspiel | Rückspiel |
| --------------------- | - | --------------------- | -------- | --------- |
| SG Handwerk Magdeburg | – | BSG Chemie Leipzig    | 3:1      | 0:0       |
| BSG KWO Berlin        | – | BSG Motor Halle       | 2:1      | 2:2       |
| BSG Motor Halle       | – | SG Handwerk Magdeburg | 7:0      | 1:0       |
| BSG Chemie Leipzig    | – | BSG KWO Berlin        | 0:4      | 00:13     |
| SG Handwerk Magdeburg | – | BSG KWO Berlin        | 0:4      | 0:2       |
| BSG Chemie Leipzig    | – | BSG Motor Halle       | 1:7      | 0:3       |

Abschlusstabelle
| Pl. | Mannschaft            | Sp. | S | U | N | Tore    | Diff. | Punkte |
| --- | --------------------- | --- | - | - | - | ------- | ----- | ------ |
| 1.  | BSG KWO Berlin        | 6   | 5 | 1 | 0 | 027:300 | +24   | 11:10  |
| 2.  | BSG Motor Halle       | 6   | 4 | 1 | 1 | 021:500 | +16   | 09:30  |
| 3.  | SG Handwerk Magdeburg | 6   | 1 | 1 | 4 | 003:150 | −12   | 03:90  |
| 4.  | BSG Chemie Leipzig    | 6   | 0 | 1 | 5 | 002:300 | −28   | 01:11  |

### Gruppe C
In der Gruppe C spielten die Bezirksvertreter aus Frankfurt/O., Dresden und Karl-Marx-Stadt.
|                                 |   |                                 | Hinspiel | Rückspiel |
| ------------------------------- | - | ------------------------------- | -------- | --------- |
| BSG Halbleiterwerk Frankfurt/O. | – | BSG Rotation Schlema            | 1:2      | 0:3       |
| BSG Aufbau Dresden-Ost          | – | BSG Wismut Karl-Marx-Stadt      | 0:3      | 0:3       |
| BSG Wismut Karl-Marx-Stadt      | – | BSG Halbleiterwerk Frankfurt/O. | 2:0      | 2:0       |
| BSG Rotation Schlema            | – | BSG Aufbau Dresden-Ost          | 2:0      | 2:1       |
| BSG Halbleiterwerk Frankfurt/O. | – | BSG Aufbau Dresden-Ost          | 0:1      | 1:4       |
| BSG Rotation Schlema            | – | BSG Wismut Karl-Marx-Stadt      | 0:2      | 0:0       |

Abschlusstabelle
| Pl. | Mannschaft                      | Sp. | S | U | N | Tore    | Diff. | Punkte |
| --- | ------------------------------- | --- | - | - | - | ------- | ----- | ------ |
| 1.  | BSG Wismut Karl-Marx-Stadt      | 6   | 5 | 1 | 0 | 012:000 | +12   | 11:10  |
| 2.  | BSG Rotation Schlema            | 6   | 4 | 1 | 1 | 009:400 | +5    | 09:30  |
| 3.  | BSG Aufbau Dresden-Ost          | 6   | 2 | 0 | 4 | 006:110 | −5    | 04:80  |
| 4.  | BSG Halbleiterwerk Frankfurt/O. | 6   | 0 | 0 | 6 | 002:140 | −12   | 0:12   |

### Gruppe D
In der Gruppe D spielten die Bezirksvertreter aus Halle, Erfurt und Suhl.

Der Bezirksvertreter aus dem Bezirk Gera (BSG Modedruck Gera) zog ihre Mannschaft nach der Gruppeneinteilung bzw. vor den Spielen zurück.
|                        |   |                        | Hinspiel | Rückspiel |
| ---------------------- | - | ---------------------- | -------- | --------- |
| BSG VEM Zörbig         | – | BSG Motor Breitungen   | 2:1      | 3:1       |
| BSG Motor Breitungen   | – | BSG Fortschritt Erfurt | 1:7      | 0:8       |
| BSG Fortschritt Erfurt | – | BSG VEM Zörbig         | 0:0      | 1:4       |

Abschlusstabelle
| Pl. | Mannschaft             | Sp. | S | U | N | Tore    | Diff. | Punkte |
| --- | ---------------------- | --- | - | - | - | ------- | ----- | ------ |
| 1.  | BSG VEM Zörbig         | 4   | 3 | 1 | 0 | 009:300 | +6    | 07:10  |
| 2.  | BSG Fortschritt Erfurt | 4   | 2 | 1 | 1 | 016:500 | +11   | 05:30  |
| 3.  | BSG Motor Breitungen   | 4   | 0 | 0 | 4 | 003:200 | −17   | 0:80   |

## Halbfinale
| Datum                 |                            | Gesamt |                | Hinspiel | Rückspiel |
| --------------------- | -------------------------- | ------ | -------------- | -------- | --------- |
| So 08.09. / So 15.09. | BSG Turbine Potsdam        | 9:1    | BSG KWO Berlin | 6:0      | 3:1       |
| So 08.09. / So 15.09. | BSG Wismut Karl-Marx-Stadt | 3:0    | BSG VEM Zörbig | 1:0      | 2:0       |

## Spiel um Platz 3
Die Partie fand als Vorspiel der DDR-Ligapaarung BSG Chemie Böhlen – BSG Glückauf Sondershausen im Stadion an der Jahnbaude von Böhlen statt.
| Datum            |                | Ergebnis |                | Torschützin     |
| ---------------- | -------------- | -------- | -------------- | --------------- |
| So 06.10., 12:45 | BSG KWO Berlin | 2:0      | BSG VEM Zörbig | 2× Sylvia Taege |

## Finale
Das Finale fand als Vorspiel der DDR-Ligapaarung TSG Chemie Markkleeberg – BSG Wismut Gera statt.
| Paarung                    | BSG Turbine Potsdam – BSG Wismut Karl-Marx-Stadt |
| Ergebnis                   | 2:0 (2:0) |
| Datum                      | Sonntag, 6. Oktober 1985 um 12:45 Uhr |
| Stadion                    | Sportplatz „An der Lauer“, Markkleeberg |
| Zuschauer                  | 700 |
| Tore                       | 1:0 Seidel (9.) 2:0 Brüdgam (21.) |
| BSG Turbine Potsdam        | Astrid Bramow – Ira Ottersberg – Erika Henning, Martina Hoffmeister, Heike Braune – Doris Schmidt , Simone Römhold, Heike Hoffmann – Sabine Seidel, Michaela Grüner, Sybille Brüdgam Cheftrainer: Bernd Schröder |
| BSG Wismut Karl-Marx-Stadt | Ute Gotthardt – Heike Groß – Schulze, Carmen Doll, Kathrin Weißbach – Sabine Tanneberger, Renate Dünewald, Marina Weißbach – Barbara Wolf, Carmen Weiß, Ines Stephan Cheftrainerin: Renate Dünewald              |
| Besonderheiten             | Ute Gotthardt hielt beim Stand von 0:0 einem Foulstrafstoß |